# TVN
TVN — польський загальнонаціональний комерційний телеканал, що входить до медіагрупи «Grupa TVN». Мовлення розпочав 3 жовтня 1997 року.

## Історія
15 жовтня 1996 року TVN отримала ліцензію Національної ради з телебачення та радіомовлення на мовлення в надрегіональному діапазоні на півночі та центральній Польщі. За кілька місяців було досягнуто домовленості між TVN і «TV Wisla», які транслювали надрегіональну програму на півдні Польщі, завдяки чому телеканали змогли розпочати мовлення в більшості воєводств, у тому числі майже у всіх великих містах. Однак обидва телеканали були незалежними зі спільним власником. У такій формі телеканали мовили до 2004 року, до остаточного злиття під брендом «TVN».
Перша спільна програма вийшла в ефір 3 жовтня 1997 року о 19:00.
У 2004 році покриття сигналом телеканалу охоплювало 86% території Польщі.Канал систематично будував глядацьку аудиторію, орієнтуючись в основному на власне та ліцензійне виробництво.
23 вересня 2001 ру TVN став першим комерційним телеканалом в Польщі, який транслював пряме висвітлення парламентських виборів. Результати опитувань після виборів, представлені TVN, виявились швидшими та точнішими, ніж результати, представлені суспільним мовником.
З 2008 року TVN є співорганізатором фіналу Великого оркестру святкової допомоги.
15 грудня 2008 року TVN став останнім польським телеканалом, який припинив аналогове супутникове мовлення.
15 червня 2011 року телеканал розпочав мовлення у широкоформатному форматі 16:9. 17 червня 2013 року TVN припинив аналогове наземне мовлення і розпочав трансляцію виключно в цифровому форматі.
У 2004 році, після дебюту на Варшавській фондовій біржі, компанія стала публічним акціонерним товариством. У березні 2015 року американська телерадіокомпанія Scripps Networks Interactive купила 52,7% мажоритарного пакету акцій TVN за 584 мільйони євро . У липні 2015 року SNI викупила решту власників TVN, ITI Group та Canal+ Group, за 584 мільйони євро, отримавши повне право власності.
6 березня 2018 року SNI, у свою чергу, була придбана компанією Discovery, Inc. за 14,6 млрд доларів США. Liberty Global, яка керувала провайдером платного телебачення UPC Polska, є основним акціонером Discovery. Тому Європейська комісія вимагала від TVN забезпечити, щоб TVN24 і TVN24 BiS залишалися доступними для сторонніх телевізійних провайдерів..